# Petrophile prostrata
Petrophile prostrata är en tvåhjärtbladig växtart som beskrevs av Rye & Hislop. Petrophile prostrata ingår i släktet Petrophile och familjen Proteaceae. Inga underarter finns listade i Catalogue of Life.